# Morād Dahandeh
Morād Dahandeh (persiska: مراد دهنده) är en ort i Iran.   Den ligger i provinsen Gilan, i den norra delen av landet, 200 km nordväst om huvudstaden Teheran. Morād Dahandeh ligger 75 meter över havet och antalet invånare är 208.
Terrängen runt Morād Dahandeh är kuperad åt sydost, men åt nordväst är den platt. Terrängen runt Morād Dahandeh sluttar norrut. Runt Morād Dahandeh är det ganska tätbefolkat, med 155 invånare per kvadratkilometer. Närmaste större samhälle är Lāhījān, 5,1 km norr om Morād Dahandeh. Omgivningarna runt Morād Dahandeh är en mosaik av jordbruksmark och naturlig växtlighet.